# Lullaby (Nickelback)
Lullaby is een nummer van de Canadese rockband Nickelback uit 2012. Het is de tweede single van hun zevende studioalbum Here and Now.

## Achtergrondinformatie
"Lullaby" is een power ballad, vergelijkbaar met Far Away. De tekst is gebaseerd op een ervaring uit de kindertijd van Chad en Mike Kroeger, toen ze hun oppas huilend aantroffen omdat haar vriend was overleden bij een motorongeluk.
Het nummer werd in een aantal landen een (bescheiden) hit. Zo bereikte het de 52e positie in Nickelbacks thuisland Canada. In Nederland haalde de plaat een 5e positie in de Tipparade, en in Vlaanderen een 3e positie in de Tipparade.

## Tracklijst
- Cd-single

1. "Lullaby" - 3:48
2. "If Today Was Your Last Day" - 4:08

- Muziekdownload

1. "Lullaby" - 3:48